# Procambridgea hunti
Procambridgea hunti là một loài nhện trong họ Stiphidiidae.
Loài này thuộc chi Procambridgea. Procambridgea hunti được V. T. Davies miêu tả năm 2001.